# Иван Илиев (Кавадарци)
Вижте пояснителната страница за други личности с името Иван Илиев.
Иван Илиев е български революционер, тиквешки войвода на Вътрешната македонска революционна организация.

## Биография
Иван Илиев е роден през 1885 година в тиквешкото село Мързен Ораовец, тогава в Османската империя, днес в Северна Македония. Завършва висше образование в Санктпетербургската духовна академия.
След края на Първата световна война се присъединява към ВМРО. Дълги години действа като самостоятелен войвода в Тиквешко.
По-късно работи като учител в София. След присъединяването на Вардарска Македония към България по време на Втората световна война се връща в Кавадарци. Става директор на гимназията в града. Спомага за сформирането на местната контрачета. Участва в организирането на блокадата на с. Ваташа на 16 юни 1943 година и ареста на 12-те младежи, които впоследствие са убити.
Убит е от комунистическите власти в Югославия в с. Праведник в края на 1944 г.